# Chilejordbær
Chilejordbær (Fragaria chiloensis), også skrevet Chile-Jordbær, er en flerårig, urteagtig plante med læderagtige blade og hvide blomster. Frugterne, de rødbrune jordbær, er store og velsmagende.

## Kendetegn
Chilejordbær er en stedsegrøn staude med en grundstillet bladroset. Bladene er trekoblede med bredt ægformede, læderagtige småblade. Bladranden er groft tandet, oversiden er blank og mørkegrøn, mens undersiden er grågrøn og tæt håret. Blomstringen foregår i maj-juni (på den nordlige halvkugle!). Blomsterne er 5-tallige og regelmæssige med mange støvdragere og runde, hvide kronblade. Frugterne er bittesmå nødder på en opsvulmet, brunrød frugtbund.
Rodsystemet består af et stort antal grove og trævlede rødder. Planten danner lange udløbere.
Chilejordbær når en højde på ca. 25 cm og en diameter i bladrosetten på ca. 40 cm. Arten er oktoploid, hvilket vil sige at dens celler indeholder 8 eksemplarer af hvert kromosom. Ved krydsning med den ligeledes oktoploide skarlagenjordbær, har man fået den dyrkede havejordbær.

## Hjemsted
Chilejordbær hører hjemme i lysåbne plantesamfund (græsningsarealer, overdrev, heder og skovbryn) langs hele den vestlige kyst af Nordamerika, inklusive Hawai’i. Desuden findes den vildtvoksende i Sydamerika fra Peru over Bolivia til Chile og Argentina samt på Juan-Fernandesøerne. I de argentinske departementer Futaleufú og Languiñeo, som ligger i den nordvestlige del af provinsen Chubut findes subantarktiske, løvfældende skove. Her er arten dominerende sammen med en anden sydbøg-art, lenga (Nothofagus pumilio), og her findes den sammen med bl.a. Acaena argentea og Acaena ovalifolia (begge er arter af slægten tornnød), andesceder, antarktisk sydbøg, Berberis microphylla (en art af berberis), Chiliotrichum diffusum, Chusquea culeou, darwinberberis, Elymus andinus (en art af kvik), fru heibergs hår, Galium hypocarpium og Galium richardianum (begge er arter af slægten snerre), glat ærenpris, gul inkalilje, Hierochloe redolens (en art af festgræs), hvid eskallonia, Hydrocotyle chamaemorus (en art af frøbid), krybende kambregne, Lathyrus magellanicus (en art af fladbælg), Luzula chilensis (en art af frytle), magellankorsrod, magellannellikerod, Maytenus boaria og Maytenus chubutensis (begge er arter af en slægt i Ananas-familien), Ribes cucullatum og Ribes magellanicum (begge er arter af Ribs-slægten), Schinus patagonicus (en art af pebertræ), Senecio filaginoides og Senecio neaei (begge er arter af slægten brandbæger), Sisyrinchium patagonicum (en art af slægten blåøje), Solidago chilensis (en art af slægten gyldenris), trefliget gummipude, Vicia magellanica (en art af slægten vikke) og Viola maculata (en art af slægten viol)

## Underarter
Der er et antal underarter og former:
- Fragaria chiloensis ssp. chiloensis forma chiloensis
- Fragaria chiloensis ssp. chiloensis forma patagonica (Argentina, Chile)
- Fragaria chiloensis ssp. lucida (British Columbia, Washington, Oregon, Californien)
- Fragaria chiloensis ssp. pacifica (Alaska, British Columbia, Washington, Oregon, Californien)
- Fragaria chiloensis ssp. lsandwichensis (Hawai’i)[4]

## Galleri
|  |  |
|  |  |